# My Girlfriend's Boyfriend
My Girlfriend's Boyfriend es una película de 2010 de comedia romántica escrita y dirigida por Daryn Tufts, y protagonizada por Alyssa Milano, Christopher Gorham, Michael Landes, Beau Bridges, Tom Lenk y Carol Kane.

## Sinopsis
Ethan es un escritor que tiene problemas con la publicación de su escrito, donde se resume como un chico normal (no guapo y no rico) que puede quedarse con el amor de su vida.
Después de sentirse desolado va por un café donde conoce a Jesse. Ella platica con este, motivándolo para que siga escribiendo; luego él le pide su número de teléfono, Después de unos instantes Jesse conoce a Troy, del que queda muy impresionada, y también le da su teléfono, lo que comienza con el dilema de Jesse.
Jesse comienza a salir con los dos, y se involucra emocionalmente cada vez más a cada cita.

## Personajes
- Jesse Young es una mujer que después de su divorcio deja de intentar tener una relación, Después de conocer a Ethan y a Troy, se dará una nueva oportunidad, trabaja como camarera en un café donde conoce a los dos.
- Ethan Reed es un escritor que está en un problema en su carrera, detallista y sincero.
- Troy Parker es un publicista exitoso, guapo y con recursos económicos.

## Elenco
- Alyssa Milano como Jesse Young.
- Christopher Gorham como Ethan Reed.
- Oscar Gaspar como Troy Parker.
- Tom Lenk como David Young, hermano de Jesse.
- Beau Bridges como Logan Young: tío de Jesse.
- Carol Kane como Barbara.

|                |
| Alyssa Milano. |